# Nathalie Buscombe
Nathalie Buscombe ist eine britische Theater- und Filmschauspielerin, Hörspielsprecherin und Künstlerin.

## Leben
Buscombe absolvierte 2012 die Guildhall School of Music and Drama in London. Zuvor sammelte sie bereits schauspielerische Erfahrung in einer Nebenrolle im Fernsehfilm Triassic Attack. 2013 folgte eine Nebenrolle in R.E.D. 2 und Episodenrollen in den Fernsehserien New Tricks – Die Krimispezialisten und Doctors. Im selben Jahr war sie in vier Episoden der Fernsehserie EastEnders zu sehen. 
Sie wirkte bisher in über 30 Hörbüchern mit, überwiegend für die Verlage Penguin Random House, Big Finish Productions oder der Orion Publishing Group. Sie veröffentlicht außerdem auf ihrer Internetseite Malereien. Überwiegend handeln die Bilder von Hunden.
Buscombe ist verheiratet und in London wohnhaft.

## Filmografie
- 2010: Triassic Attack (Fernsehfilm)
- 2013: R.E.D. 2 (RED 2)
- 2013: New Tricks – Die Krimispezialisten (New Tricks) (Fernsehserie, Episode 10x05)
- 2013: Doctors (Fernsehserie, Episode 15x112)
- 2013: EastEnders (Fernsehserie, 4 Episoden)
- 2013: Walking Stories (Kurzfilm)
- 2014: Holby City (Fernsehserie, Episode 16x47)
- 2014: Splitting Hairs (Kurzfilm)
- 2015: Father Brown (Fernsehserie, Episode 3x07)
- 2017: Silent Witness (Fernsehserie, 2 Episoden)
- 2017: Know Harm (Kurzfilm)
- 2018: Der junge Inspektor Morse (Endeavour) (Fernsehserie, Episode 5x01)
- 2018: Dead in a Week (oder Geld zurück) (Dead in a Week: Or Your Money Back)
- 2019: Casualty (Fernsehserie, Episode 33x41)
- 2019: Stalked
- 2020: Schöne neue Welt (Brave New World) (Fernsehserie, Episode 1x08)

## Theater
- Lysistrata, Regie: Owen Horsley (Guildhall School of Music and Drama)
- Nicholas Nickleby Part One, Regie: Joe Blatchley (Guildhall School of Music and Drama)
- Les Liaisons Dangereuses, Regie: Nick Bagnall (Guildhall School of Music and Drama)
- Think Only This of Me, Regie: Christian Burgessl (Guildhall School of Music and Drama)
- The Women, Regie: Wyn Jones (Guildhall School of Music and Drama)
- Hamlet, Regie: Matthew Lloyd (Guildhall School of Music and Drama)
- A Man of No Importance, Regie: Adam Penford (Guildhall School of Music and Drama)
- Agamemnon, Regie: Patsy Rodenburg (Guildhall School of Music and Drama)
- The False Count, Regie: Stephen Boxer (Guildhall School of Music and Drama)
- The Permanent Way, Regie: Nadia Fall (Guildhall School of Music and Drama)
- The Seagull, Regie: Christian Burgess (Guildhall School of Music and Drama)
- Breathing Corpses, Regie: Tom Daley (Guildhall School of Music and Drama)
- Alice In Underground, Regie: James Seager, Oliver Lansley (Les Enfants Terribles, Waterloo Vaults)
- Opting Out, Regie: Alex Lass (Arcola Theatre)
- The Events, Regie: Ramin Gray (ATC Theatre)
- The Breadwinner, Regie: Auriol Smith (Orange Tree Theatre)
- The Man Who Pays The Piper, Regie: Helen Leblique (Orange Tree Theatre)
- Faust, Regie: Henry Eliot (Cambridge University Footlights Dramatic Club)